# Feliks Bryś
Feliks Bryś (ur. 13 czerwca 1903 w Sokolnikach, zm. 2 marca 1986 w Łodzi) – organizator turystyki i krajoznawstwa w województwie łódzkim w latach 50. XX wieku, Honorowy Przewodnik Łódzki.

## Życiorys
W latach I wojny światowej przeniósł się z rodzicami do Łodzi, tu ukończył szkołę powszechną i gimnazjum, uzyskał maturę.
Niewiele wiadomo o jego działalności zawodowej przed wojną, był biuralistą.
O jego działalności zawodowej po wojnie wiadomo dużo od momentu, gdy w 1952 został zatrudniony w dziale programowym Zarządu Okręgu Polskiego Towarzystwa Turystyczno-Krajoznawczego i tu położył największe zasługi przy organizowaniu oddziałów Polskiego Towarzystwa Turystyczno-Krajoznawczego na terenie ówczesnego województwa łódzkiego. Działalność zawodowa splotła się z działalnością społeczną.
Feliks Bryś wstąpił do Polskiego Towarzystwa Krajoznawczego PTK w 1950 i następnie został członkiem PTTK. W 1950 został przewodnikiem po Łodzi i województwie łódzkim. Po połączeniu w grudniu 1950 Polskiego Towarzystwa Tatrzańskiego z Polskim Towarzystwem Krajoznawczym w Polskie Towarzystwo Turystyczno-Krajoznawcze nastąpił rozwój działalności zarówno krajoznawczej, jak szczególnie turystycznej we współpracy ze związkami zawodowymi. Wymagało to rozwoju oddziałów PTTK w terenie.
Działalność społeczna w PTTK i przewodnicka bardzo mu pomogła w późniejszej pracy zawodowej w PTTK. Dbał o rozwój powstałych oddziałów PTTK, służył wszelką pomocą i radą. 
Na emeryturę przeszedł w 1968 ale działalności w PTTK nie zaprzestał. Społecznie działał we władzach Koła Przewodników w Łodzi i w Komisji Rewizyjnej Łódzkiego Oddziału PTTK.
Był odznaczony między innymi:
- Krzyżem Kawalerskim Orderu Odrodzenia Polski,
- Złotym i Srebrnym Krzyżem Zasługi,
- Honorową Odznaką Miasta Łodzi,
- Złotą Honorową Odznaką PTTK,
- Złotą Odznaką „Zasłużony Działacz Turystyki”.

Pochowany na cmentarzu katolickim na Zarzewie w Łodzi.